# Гірник (Кременчук)
«Гірник» — український аматорський футбольний клуб із Кременчука.

## Історія
У 1970—1971 роках «Гірник» грав у другій групі Чемпіонату Полтавської області.
Команда була відновлена в 2000-х роках. У сезоні 2003-04 під назвою «Гірник-Металург» вона виграла турнір у другій лізі, а в 2004—2010 роках, повернувши назву «Гірник», виступала вже в першій лізі Чемпіонату (вищому за рангом дивізіоні) та Кубку Полтавської області, ставши двічі срібним призером (2006-07 і 2009) та двічі бронзовим (2008 і 2010).
Після цього «Гірник» виступав у Чемпіонаті Кременчука, а потім припинив існування.

## Досягнення
Чемпіонат Полтавської області
- Срібний призер (2): 2006-07, 2009
- Бронзовий призер (2): 2008, 2010